# جيرمان فلاتس (نيويورك)
جيرمان فلاتس (بالإنجليزية: German Flatts, New York)‏ هي بلدة أمريكية تقع في الولايات المتحدة في مقاطعة هيركايمر، نيويورك. يقدر عدد سكانها بـ 13,258 نسمة ومساحتها 88.7 كم2 وترتفع عن سطح البحر 296 متر.